# Маєрс-Флат (Каліфорнія)
Маєрс-Флат (англ. Myers Flat) — переписна місцевість (CDP) в США, в окрузі Гумбольдт штату Каліфорнія. Населення — 90 осіб (2020).

## Географія
Маєрс-Флат розташований за координатами 40°15′56″ пн. ш. 123°52′32″ зх. д. / 40.26556° пн. ш. 123.87556° зх. д. (40.265478, -123.875548).  За даними Бюро перепису населення США в 2010 році переписна місцевість мала площу 1,26 км², з яких 1,12 км² — суходіл та 0,14 км² — водойми.

## Демографія
Згідно з переписом 2010 року, у переписній місцевості мешкало 146 осіб у 80 домогосподарствах у складі 28 родин. Густота населення становила 116 осіб/км².  Було 110 помешкань (87/км²).
Расовий склад населення:
| - 85,6 % — білих - 4,1 % — корінних американців - 0,7 % — азіатів - 2,7 % — осіб інших рас |

До двох чи більше рас належало 6,8 %. Частка іспаномовних становила 7,5 % від усіх жителів.
За віковим діапазоном населення розподілялося таким чином: 13,7 % — особи молодші 18 років, 76,0 % — особи у віці 18—64 років, 10,3 % — особи у віці 65 років та старші. Медіана віку мешканця становила 46,7 року. На 100 осіб жіночої статі у переписній місцевості припадало 97,3 чоловіків;  на 100 жінок у віці від 18 років та старших — 100,0 чоловіків також старших 18 років.
Цивільне працевлаштоване населення становило 0 осіб. 